# Elloughton-cum-Brough
Elloughton-cum-Brough est une paroisse civile du Yorkshire de l'Est, en Angleterre.